# La guardia joven

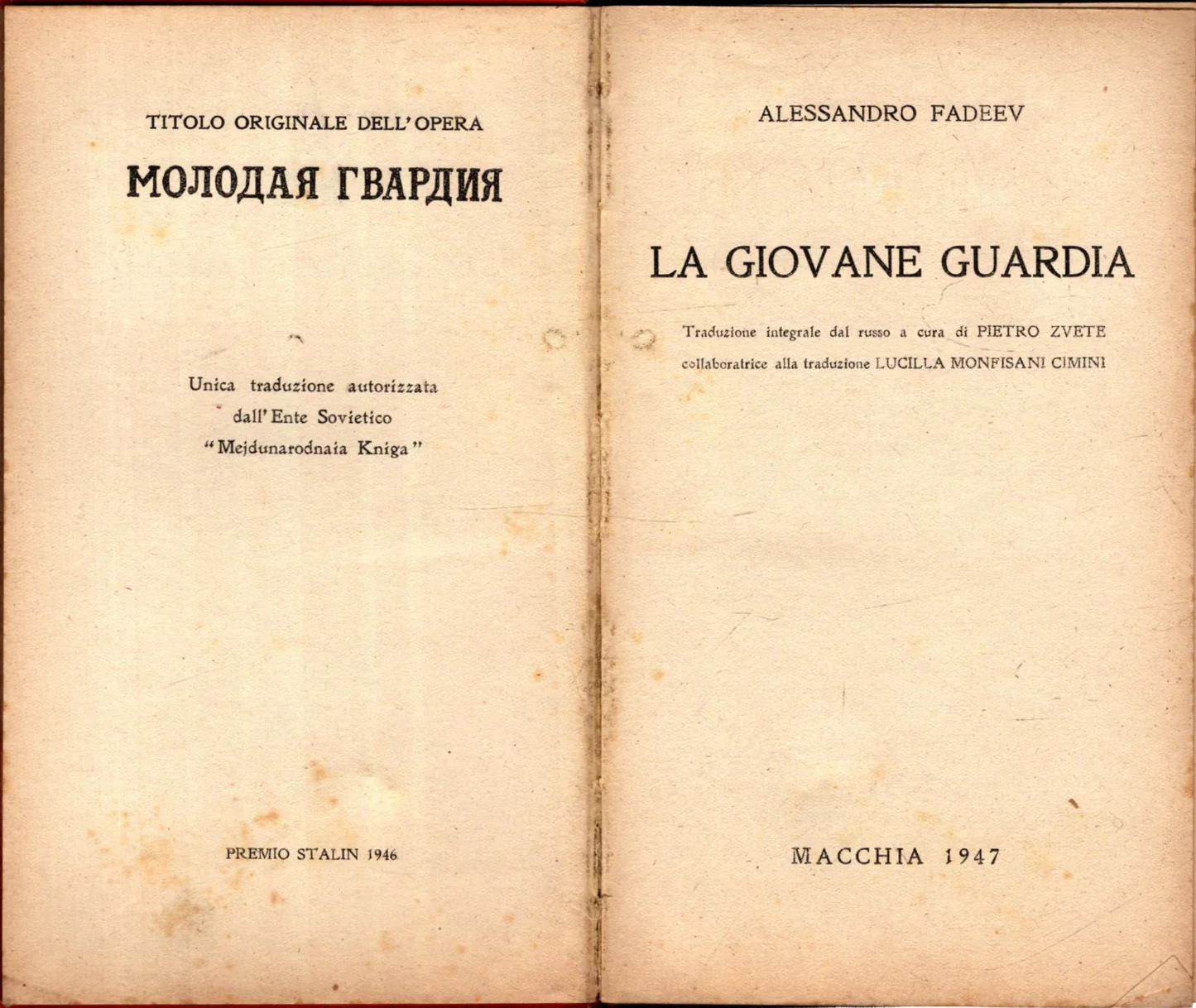
Primera versión traducida al italiano en 1947

La guardia joven (en ruso: Молодая гвардия: en ruso: Молодая гвардия) es una novela histórica de origen ruso escrita en 1946 por el escritor soviético Aleksandr Fadéyev (reescrito en 1951) .
La novela describe las operaciones de la Joven Guardia, una organización clandestina de resistencia antifascista que operó entre 1942–1943 en la ciudad de Krasnodón, Ucrania oriental. Muchos de sus integrantes fueron ejecutados por los alemanes.
La mayoría de los personajes principales – Oleg Koshevoy, Juliana Gromova, Lyubov Shevtsova, Iván Zemnukhov, Sergei Tyulenin, etc. - fueron inspirados en la vida real, a pesar de que determinadas características, acciones, y diálogos fueron creados por el novelista, así como personajes ficticios en la novela.
La Joven Guardia era la segunda obra más popular de la literatura para jóvenes en la Unión Soviética para el periodo de posguerra, con más de 276 ediciones por encima de las 26,143,000 copias.

## Trasfondo histórico
Krasnodón fue liberado de la ocupación alemana el 14 de febrero de 1943 ( había sido ocupado durante menos de un año, empezando durante el verano de 1942). Inmediatamente después, comenzó la exhumación de varios cuerpos de integrantes de la organización de resistencia. Siendo ubicados en una fosa subterránea en la Mina Número Cinco en Krasnodón. Pudiéndose reconocer evidencia de tortura antes de ser ejecutados por los alemanes.

## Génesis de la novela
Por consejo del Jefe de Estado soviético Mikhail Kalinin, y el Comité Central del Komsomol (organización comunista de la juventud soviética) se propuso a Fadéyev (un escritor establecido quién ya había publicado varias novelas) para que  escribiera un libro sobre la Joven Guardia.
Fadéyev, después de revisar los materiales recogidos por la Comisión del Comité Central del Komsomol de Krasnodón, aceptó el proyecto e inmediatamente fue al lugar. Fadéyev estuvo gran parte de septiembre de 1943 en Krasnodon, recogiendo materiales y llegando a entrevistar a más de cien testigos (a pesar de que muchos padres de Guardias Jóvenes eran demasiado reticentes para hablarle). Unos cuantos meses más tarde, Fadéyev publicó "Inmortalidad" en Pravda, entonces – impresionado y cautivado por la historia de los Jóvenes Guardias – puso su pluma a trabajar durante un año y un medio para crear una novela artística multidisciplinar. La primera versión estuvo publicada en 1946.
Con anterioridad a la publicación como novela, el trabajo era ya ampliamente conocido a través de la publicación en La Bandera y en Komsomólskaya Pravda (8 de abril – 27 de diciembre de 1945 y 20 de febrero 20 – 1 de marzo de 1946); fueron publicados adelantos en la Gaceta Literaria, Aviación soviética, Pionero, Cambio, El Amigo de los Niños, Hoguera, Leningrado en la noche, y Pionérskaya Pravda. Una película basada en esta novela fue filmada en 1948.

## Segunda versión
Fadéyev fue fuertemente criticado porque la novela no mostraba vivamente el rol guía y protagónico del Partido Comunista. Las piezas que ofrecen crítica ideológica seria a Fadéyev aparecieron en Pravda, órgano central del Comité Central del Partido Comunista de la Unión Soviética y así también Iósif Stalin. En la biografía de Fadéyev se relata un encuentro legendario entre Stalin y Fadéyev, en ese encuentro el líder soviético dice que ha reprendido a Fadéyev diciendo "Has escrito un libro que no tiene valor y es ideológicamente nocivo. Has representado a los Jóvenes Guardias casi como Makhnovistas. Pero cómo podrían haber combatido eficazmente al enemigo en territorio ocupado sin el firme liderazgo del partido? A juzgar por el libro podrían haberlo hecho."
Fadéyev reescribió la novela, añadiendo personajes nuevos, y en 1951 publicó la segunda versión de la novela.

## El Impacto De La Novela
La Guardia Joven fue considerada como apropiada para la educación patriótica de los jóvenes soviéticos y fue de lectura obligatoria en el currículum escolar en 1947. El estudio de la novela empezaba en el quinto grado; el currículum literario para el segundo semestre estaba conformado por literatura que llamaba a la acción, empezando con el Borodino de Lermontov y a través de fragmentos de Guerra y Paz, Mi Niñez de Máximo Gorki y muchos otros, incluyendo cuatro lecciones dedicadas a La Joven Guardia. El currículum de décimo grado incluía; leer, estudiar y discutir las secciones importantes de la novela.
Esta inclusión de la novela en el currículum quedó inmutable durante el resto  de la existencia de la Unión Soviética. (Aun así, después de la publicación de 1951, los profesores tuvieron que explicar las diferencias entre las dos versiones debido a el deseo del escritor a ser fiel a la realidad histórica y a la intervención del partido; esto pronto se hizo innecesario cuando las copias de la primera edición fueron retiradas de la circulación).
A fines de la década de 1980 la novela fue vista como símbolo de la ideología oficial del régimen, y los personajes no ficticios fueron recordados con medallas y nombres de calles en varias ciudades, y se organizaron asambleas apoyando la persecución de los traidores de los Jóvenes Guardias, para que estos fueran encontrados y severamente castigados, (está generalmente asumido que los Jóvenes Guardias fueron descubiertos con la ayuda de informantes locales, a pesar de que esto nunca ha podido ser determinado).

## Historicidad
No todos los acontecimientos descritos por Fadéyev sucedieron. La novela contiene varios errores e imprecisiones que seriamente afectaron el destino de algunas personas reales; varias personas reales que se creyó que sirvieron de base para ser presentados como traidores fueron acusados de traición en vida real. Estas personas insistieron en mostrar su inocencia y más tarde fueron exoneradas. Fadéyev explicó esto sosteniendo que:
"Yo no escribía una historia de la Joven Guardia, sino una novela, lo cual permite, de hecho necesita, invenciones literarias".
Según Georgi Arutyuniantz, un superviviente de la guerra, Fadéyev le dijo:
"En cuanto a por qué la novela en algunas partes rompe con la historia y combina los roles de algunos individuos... No me comprometí a contar la historia de la Guardia Joven en su día a día y evento por evento; eso es trabajo para los historiadores, no para los novelistas. Más bien quería pintar un cuadro que mostrara el heroísmo de los jóvenes soviéticos, su gran fe en la victoria y la justicia de nuestra causa. La muerte misma, incluso una muerte brutal y horrible con tortura y sufrimiento, no fue capaz de sacudir el espíritu, la voluntad, el valor de los jóvenes. Murieron asombrando e incluso asustando a sus enemigos ... y este iba a ser el hilo conductor de la novela ... Usted lo ve, y no lo oculto: llegué a amar profundamente a estos niños simples y maravillosos. Admiré y me sentí humilde por su espontaneidad, sinceridad, honestidad y fidelidad incorruptible al Komsomol. Por eso escribí lo que escribí ... Sé que, al resumir las características de estos héroes, he dado un paso lejos de la historia pura, un paso pequeño, aunque visible para usted, un participante real. Sin embargo, fue un paso deliberado." - Alexander Fadéyev, citado por Georgi Arutyuniantz en sus memorias

## Investigación de los hechos descritos en la novela
Después de la Disolución de la Unión Soviética, el movimiento clandestino en Krasnodón fue examinado más a fondo.
En 1993, una comisión especial que se había formado para estudiar la historia de la Guardia Joven dio una conferencia de prensa en Lugansk (descrita en el diario Izvestia el 12 de mayo de 1993). Después de dos años de trabajo, la evaluación de la comisión de las diversas versiones de los eventos atrajo el interés público, incluso después de casi medio siglo transcurrido desde los eventos. Las conclusiones de la comisión se limitaron a algunos puntos principales.
En julio y agosto de 1942, después de la captura por los alemanes de la provincia de Lugansk, varios grupos juveniles clandestinos surgieron espontáneamente. Estos grupos, según el testimonio de sus contemporáneos, tenían nombres nacidos como "Estrella", "Martillo", "Hoz", y etc. Qué función tuvo el Partido en formar y dirigir estos grupos es incierto.
En octubre de 1942, Viktor Tretyakevich unió a todos estos grupos en la Joven Guardia. Fue él, y no Oleg Koshevoy (según los hallazgos de la comisión) quién devino en dirigente  de la organización clandestina. La participación en la Joven Guardia fue más amplia de lo que anteriormente se había pensado. Los Jóvenes Guardias emprendieron actividades arriesgadas y estas acciones llevaron eventualmente al posterior fracaso y derrota de la organización.